# NGC 7285
NGC 7285 is een balkspiraalstelsel in het sterrenbeeld Waterman. Het hemelobject werd op 26 oktober 1862 ontdekt door de Britse astronoom William Lassell. Samen met NGC 7284 vormt NGC 7285 het Interagerend sterrenstelsel Arp 93.

## Synoniemen
- ESO 533-32
- MCG -4-53-5
- VV 74
- Arp 93
- AM 2224-250
- PGC 68953